# جامع القصص القصيرة
جامع القصص القصيرة كتاب يحتوي على القصص القصيرة و / أو الروايات لذات المؤلف. وتتميز مجموعة القصص القصيرة عن مختارات من الروايات التي قد تحتوي على أعمال للعديد من المؤلفين (على سبيل المثال ، Les Soirées de Médan ).     ,قد تشارك القصص في المجموعة فكرة أو موضوعًا أو مكانًا أو شخصيات مع بعضها البعض وقد لا تشاركها. 

## محتويات الجامع
يحتوي جامع القصص القصيرة على نصوص أصغر - القصص القصيرة الفردية - لأجل تكوين وحدة متكاملة أشمل.  بيد أنه لا تفقد أي قصة قصيرة من روح معناها أو استقلالية سردها من خلال تضمينها في مجموعة.  ولا يعني ذلك بالضرورة أن القصص القصيرة لا تكتسب أي معنى جديد من تضمينها في مجموعة ، . نظرًا لأن سياق كل قصة قد تغير ، وأضيفت عليها قصص أخرى لها معانيها وأفكارها الخاصة ، فقد يتأثر أيضًا معنى فكرة أي قصة على حدة.  وبالإضافة إلى القصص الفردية ، فقد تتضمن مجموعات القصص القصيرة على ملاحظات المؤلف أيضا. 
يختلف أسلوب كتابة القصص القصيرة عن أسلوب جمع القصص القصيرة وتضمينها في مجموعة.  فعلى سبيل المثال ، قد يكون مؤلف القصة القصيرة هو نفسه الذي يضمن القصص القصيرة في مجموعه وقد لا يقوم بهذا الدور على الرغم من أن المؤلف هو ذاته من كتب القصص الفردية هذه. ويتجلى هذا الأمر بشكل خاص في حالة المنشورات بعد وفاته.
تذكر أنه يجب أن تميز مجموعات القصص القصيرة هذه عن الروايات التقليدية والروايات الأخرى لأن المجموعات لا تقدم قصة بأسلوب تماسكي كما هو الحال في الأسلوب المتبع في الروايات.  بل إن مجموعات القصص القصيرة تجمع الأعمال الفردية كلا بسردها الخاص بها. وفي حال كانت مجموعة القصة القصيرة ككل لها سرد خاص بها ، فإنها تندرج تحت مسمى دورة قصة قصيرة . 

## تاريخ جوامع القصص القصيرة
تعود بدايات جوامع القصص القصيرة إلى مجموعات الحكايات الإطارية في العصور الوسطى ، والتي تطورت إلى روايات ما بعد الحداثة في القرن العشرين.  و لمجموعات القصص القصيرة حالتان، إما أن يؤلفها شخص واحد بشكل تقليدي أو تتطور من موروثات منقولة شفهيا يجهل قائلها والتي صاغها شخص ما في النهاية.  مثال على هذا الأخير هو حكايات جريم الخيالية .  ويمكن نشر مجموعات القصص القصيرة حين يكون المؤلف على قيد الحياة أو يمكن جمعها ونشرها بعد وفاة المؤلف بالاستعانة بالأعمال الموجودة للمؤلف. 
وتشمل جوامع القصص القصيرة الغربية المبكرة لايس ماري من فرنسا وديكاميرون جيوفاني بوكاتشيو . 

## فوائد جوامع القصة القصيرة
من جانب الكاتب ، تعد جوامع القصص القصيرة مفيدة ماديا للمؤلفين الذين يتطلعون إلى النشر. ونظرًا لأن القصص القصيرة غالبًا ما تكون أقل من خمسين صفحة ، فإن تجميعها معًا يمكن أن ينتج ما يكون أشبه بالرواية.  وفي حين أن جوامع القصص القصيرة أقل رواجا من الروايات بين القراء ، فإنه يتم شراؤها باستمرار.  شهدت جوامع القصص القصيرة زيادة تدريجية في المبيعات على مدار العقد الماضي على الرغم من أن معظم المجموعات لا تتم إعادة طبعها ولا تبيع أكثر من 3000 نسخة. 
بصرف النظر عن جانبها الترفيهي ، فإنه يمكن أيضًا إدخال جوامع القصص القصيرة في المناهج التدريسية. وهناك العديد من التطبيقات المحتملة لها في الفصل الدراسي. الأول هو قدرة الطلاب على التجربة الموجزة للثقافات والتقاليد الأخرى من منظور أدبي.  ثانيًا ، فإن تقديم جوامع قصصية تتمحور حول عصر محدد يمنح فرصة لتشجيع الاهتمام بالدراسات التاريخية.  ويمكن للمدرسين أيضًا استخدام مجموعات القصص القصيرة كمقدمة أو استكشاف إثرائي للنوع الأدبي.  فمن خلال تقديم العديد من الأعمال من هذا النوع ، يمكن للطلاب الشعور باتفاقياتها. وهناك فائدة أخرى محتملة ألا وهي وضع مسابقة للطلاب لتقييم وانتقاد الأدب بالاستعانة بمجموعات القصص القصيرة كنقطة انطلاق.  الفكرة الأخيرة هي استخدام مجموعات القصص القصيرة كنموذج ليكتب الطلاب لأنهم قد يتوجسون من عظماء الكلاسيكيات أو قد يخيل لهم استحالة إعادة تجسيدها .  ومع ذلك ، قد تكون مجموعات القصص القصيرة الأحدث والأكثر صفخات طريقة جيدة للطلاب للحصول على مدى العمق المعرفي الذي يحتاجون إليه دون إرباكهم. 

## جوامع القصص القصيرة الجديرة بالذكر

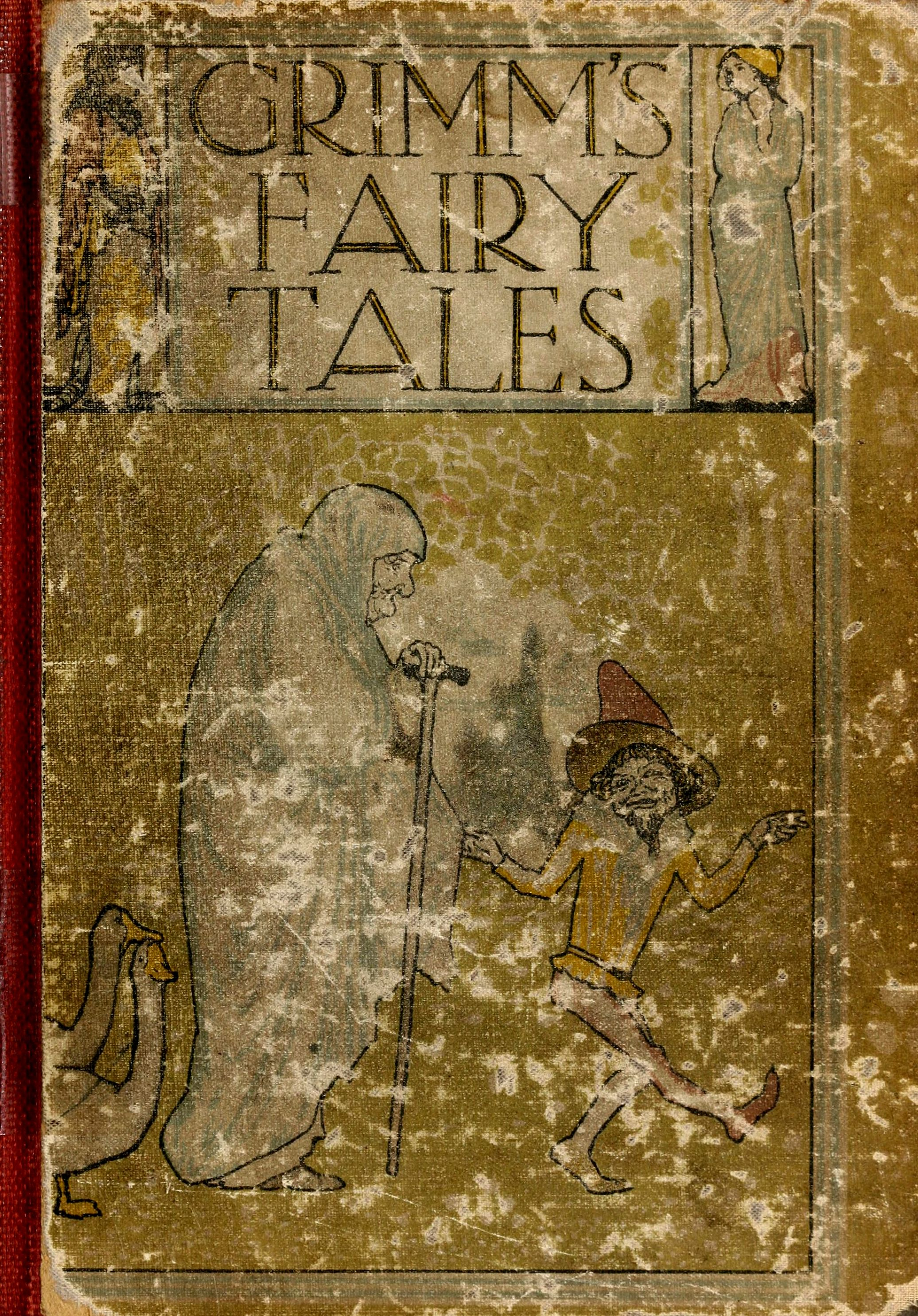
حكايات جريم الخيالية

يمكن تقسيم مجموعات القصص القصيرة إلى مجموعتين عامتين. الأول هو مجموعات ذات طابع خاص ، والتي قد تشترك في شخصية أو مكان أو موضوع أو فكرة. وهذا يختلف عن دورة القصة القصيرة من حيث أن المجموعة لا تقدم سردًا بأسلوب متماسكًا. والثاني هو المجموعات غير الموضوعية ، وهي مجموعة كل قصة فيها لها تشابه أدبي ضئيل مع الأخريات. فيما يلي مجموعات جديرة بالذكر من كل مجموعة.

### جوامع تشترك في ذات الموضوع
- حكايات جريمز الخيالية [9] لجاكوب وويلهلم جريم
- دبلن [13] لجيمس جويس
- جسدها وأطراف أخرى [14] بواسطة كارمن ماريا ماتشادو
- أقمار المشتري [15] بواسطة أليس مونرو
- تسع قصص [15] بواسطة جي دي سالينجر
- ما نتحدث عنه عندما نتحدث عن الحب [15] لريموند كارفر
- مقابلات موجزة مع الرجال الشجعان [16] بقلم ديفيد فوستر والاس

### جوامع غير موضوعية
- حفلة الحديقة وقصص أخرى [17] [15] بقلم كاثرين مانسفيلد
- Ficciones و El Aleph بواسطة Jorge Luis Borges
- القصص المجمعة [15] من تأليف إرنست همنغواي
- الليل وقصص أخرى [7] بواسطة إسحاق أسيموف